# Emanuel Benda
Emanuel Benda (2. února 1884 Pardubice – ?) byl český fotbalista, záložník.

## Fotbalová kariéra
Hrál za SK Slavia Praha v předligové éře. Průbojný hráč, obávaný střelec. Mistr ČSF 1913. Vítěz poháru dobročinnosti 1911 a 1912. Reprezentoval Čechy ve 4 utkáních a dal 4 góly. Amatérský mistr Evropy UIAFA 1911.

## Osobní život
Dne 23. listopadu 1911 se ve Vršovicích oženil se Zdenkou Bohatovou, sestrou svých spoluhráčů ze Slavie Otty a Jaroslava Bohatových.